# Lerner & Loewe & Chevalier
Albums de Maurice Chevalier
Thank Heaven for Girls Girls Girls
(1960) Surboum « Christiné »
(1962)
Lerner & Loewe & Chevalier est un album américain de Maurice Chevalier dans lequel il reprend, comme le nom de l'album l'indique, des titres du couple d'auteurs-compositeurs Lerner & Loewe, qui sont à l'origine de nombreuses chansons de comédies musicales d'Hollywood et Broadway, telles que Gigi ou My Fair Lady.

## Liste des titres
1. I've Grown Accustomed to Her Face - 2:09
2. With a Little Bit of Luck - 2:00
3. I Still See Elisa - 3:09
4. Almost Like Being in Love - 1:59
5. If Ever I Would Leave You - 2:24
6. On the Street Where You Live - 2:39
7. Another Autumn - 2:19
8. Camelot - 2:10
9. How to Handle a Woman - 2:26
10. There But for You Go I - 2:13
11. Gigi - 3:28